# Schleusingen
Schleusingen è una città di 10 656 abitanti della Turingia, in Germania.

Appartiene al circondario di Hildburghausen.

## Geografia fisica
Esso prende il nome dal fiume Schleuse, che attraversa le frazioni di Ratscher e Rappelsdorf. La città stessa si trova sul fiume Nahe. La Schleuse scorre a sud della città. Da nord il fiume Erle confluisce a Schleusingen nella Nahe.

## Storia
Nel 2018 vennero aggregati alla città di Schleusingen i comuni di Nahetal-Waldau e St. Kilian.

## Geografia antropica
Appartengono alla città di Schleusingen le frazioni (Ortsteil) di Altendambach, Breitenbach, Erlau, Fischbach, Geisenhöhn, Gethles, Gottfriedsberg, Heckengereuth, Hinternah, Hirschbach, Oberrod, Rappelsdorf, Ratscher, Schleusingerneundorf, Silbach, St. Kilian e Waldau.